# Pandémie de Covid-19 en Irak
- 1 à 9 cas
- 10 à 49 cas
- 50 à 99 cas
- 100 à 199 cas
- ≥200 cas

La pandémie de Covid-19 en Irak démarre officiellement le 22 février 2020. À la date du 30 octobre 2022, le bilan est de 25 358 morts.

## Chronologie
La pandémie de Covid-19 en Irak a été officiellement admise le 22 février 2020, avec un premier cas détecté à Nadjaf.

## Statistiques

Nombre de cas en Irak depuis le début de l'épidémie.

Nombre de morts en Irak depuis le début de l'épidémie.

## Personnalités mortes de la Covid-19 en Irak
- Ahmed Radhi, footballeur, mort le 21 juin 2020[4] à 56 ans.